# Ферда, Эрика
Э́рика Фе́рда (латыш. Ērika Ferda; 24 июня 1914 — 26 октября 1997) — советская и латвийская актриса, хореограф и театральный педагог. Народная артистка Латвийской ССР (1988). 

## Биография
Эрика Ферда родилась 24 июня 1914 года в губернском городе Баку Кавказского края Российской империи в семье латвийского актёра и режиссёра Юлия Ферды, одного из основателей Лиепайского латышского театра.
В 1922 году вместе с матерью вернулась в Латвию. Окончила 4-ю Рижскую среднюю школу (1933) и Латвийские драматические курсы (1936). Училась на театральных курсах у Эрнеста Фелдманиса, в балетной студии у Александры Фёдоровой и балетном училище при Латвийской национальной опере (1930—1935).
С 1937 года актриса Театра Дайлес, с 1946 года педагог театральной студии этого театра и Латвийской консерватории. Была хореографом постановок Государственного академического художественного театра им. Я. Райниса и Государственного академического театра оперы и балета Латвийской ССР. Работала в сотрудничестве с режиссёрами Эдуардом Смильгисом и Арнольдом Лининьшем.
Снималась в кино. Впервые на экране появилась в эпизодической роли в дипломной работе режиссёра Вариса Круминьша 1956 года «Причины и следствия». Вела занятия по сценическому движению в Народной студии киноактёра Рижской киностудии.
Заслуженная артистка Латвийской ССР (1969). Народная артистка Латвийской ССР (1988). Награждена высшей латвийской наградой Орденом Трёх звёзд (1996) и медалью «За трудовое отличие» (1956).
Была замужем за актёром Янисом Юровсом. Скончалась 26 октября 1997 года в Риге. Похоронена на Лесном кладбище.

## Роли в театре
- 1941 — «Грехи Трины» Рудольфа Блауманиса — Эмилия
- 1942 — «Эльга» Герхарта Гауптмана — Дортка
- 1944 — «Волшебное лекарство» по произведениям Рудольфа Блауманиса — Лавиза
- 1946 — «Давным-давно» Александра Гладкова — Шура Азарова
- 1948 — «Глубокие корни» Джеймса Гоу и Арно Д’Юссо — Гонея
- 1951 — «Свои люди — сочтёмся» А. Н. Островского — Липочка
- 1952 — «Мёртвые души» по поэме Н. В. Гоголя — губернаторша
- 1952 — «Мачеха» Оноре де Бальзака — Гертруда
- 1953 — «Морские ветры» Яниса Грантса и Волдемара Саулескалнса — Тудалиене
- 1953 — «Дачники» М. Горького — Марья Львовна
- 1954 — «В Сиреневом саду» Цезаря Солодаря — Матрёна
- 1956 — «Мораль пани Дульской» Габриэлы Запольской — пани Дульская
- 1957 — «Когда мы женаты» Джона Бойнтона Пристли — Клэр
- 1958 — «Вайделоте» Аспазии — Ася
- 1962 — «Господин Пунтила и его слуга Матти» Бертольта Брехта — Эмма
- 1965 — «Петер, где твои дети?» Венты Вигатне — Нелда
- 1970 — «Индраны» Рудольфа Блауманиса — Иева
- 1972 — «Дурак и утюжники» Паула Путниньша — Нолле
- 1973 — «Вольпоне, или Хитрый лис» Бена Джонсона — леди Вудби
- 1974 — «Дуэнья» Ричарда Шеридана — Доротея
- 1981 — «Сочная вырезка для фрёкен Авсениус» Свена Огорда — фрёкен Авсениус
- 1984 — «Вечер» Алексея Дударева — Ханна
- 1986 — «Женщины» — Клэр Бут Люс — мисс Шапиро
- 1987 — «Доходное место» А. Н. Островского — Кукушкина
- 1987 — «Индулис и Ария» Райниса — Туше
- 1990 — «Змея» Мартиньша Зиверта — Молли

## Фильмография
- 1956 — Причины и следствия
- 1957 — Сын рыбака — Ольга
- 1958 — Чужая в посёлке
- 1961 — Спасибо за весну
- 1966 — Эдгар и Кристина — сестра Акментиньша
- 1967 — Часы капитана Энрико — тётя Томиньша
- 1969 — Преступление и наказание — Амалия Ивановна
- 1970 — Республика Вороньей улицы
- 1974 — Не бойся, не отдам!
- 1975 — В клешнях чёрного рака
- 1977 — И капли росы на рассвете
- 1979 — Ночь без птиц — жена председателя
- 1981 — Игра
- 1982 — Краткое наставление в любви — мать Анны
- 1983 — Каменистый путь — эпизод